# Pinios (Tesalia)
Pinios (nowogr. Πηνειός, staroż. Penejos, łac. Peneius, w czasach poklasycznych znany jako Salambria) – największa rzeka Tesalii, wypływająca z Gór Pindos na wschód od Metsowa i uchodząca do Morza Egejskiego.
Całkowita długość wynosi 216 km. Przepływa pomiędzy masywami najwyższych gór Grecji, Olimpu i Ossy.
Nad górnym biegiem rzeki leżała żyzna tetrada tesalska Histiajotis. W dolinie Piniosu leży także region Meteorów i miast Larisa i Trikala. W dolnym biegu pokonuje dolinę Tempe (Tempi), którą Grecy uważają za szczególnie piękną, występującej w poezji greckiej jako topiczna, sielankowa, locus amoenus. Znana jest ona zwłaszcza z utworu Horacego, który nazywa ją Zephyris agitata Tempe. Dolina Piniosu jest miejscem akcji dużej części drugiej części Fausta Goethego, „klasycznej nocy Walpurgii”. Uchodzi do morza w okolicach miasteczka Nea Mesagala i osady Paralia Kuluras wyznaczając tym samym początek Riwiery Olimpijskiej.